# Reprezentacja Bonaire w piłce nożnej mężczyzn
Reprezentacja Bonaire w piłce nożnej – amatorski zespół piłkarski, reprezentujący wyspę Bonaire (Antyle Holenderskie). Drużyna nie należy do Międzynarodowej Federacji Piłki Nożnej (FIFA). Obecnie zespół nie rozgrywa żadnych meczów, zaś ostatnio rozegrał mecze towarzyskie z reprezentacjami Aruby i Curaçao (w latach 1960–1988). Bonaire jest terytorium zależnym od Holandii, ale mimo to nie należy do Holenderskiego Związku Piłki Nożnej. Według danych z 15 lipca 2012 roku reprezentacja ta rozegrała 9 meczów z czego wygrała 2, zremisowała 2 i przegrała 5.
Obecnie selekcjonerem kadry Bonaire jest Brian van den Bergh.

## Wybrane mecze międzynarodowe
- Bonaire 5–0 Aruba
- Bonaire 0–2 Curaçao
- Bonaire 0–10 Curaçao
- Curaçao 3–1 Bonaire

## Udział wMistrzostwach Świata
- 1930 – 2022 – Nie brało udziału (nie było członkiem Międzynarodowej Federacji Piłki Nożnej)

## Udział wZłotym Pucharze CONCACAF
- 1991 – 2013 – Nie brało udziału (nie było członkiem Konfederacji Piłkarskiej Ameryki Północnej, Środkowej i Karaibów)
- 2015 – Nie zakwalifikowało się
- 2017 – Nie brało udziału
- 2019 – 2021 – Nie zakwalifikowało się

## Udział wPucharze Karaibów
- 1989 – 2012 – Nie brało udziału (nie było członkiem Unii Piłkarskiej Karaibów)
- 2014 – Nie zakwalifikowała się
- 2017 – Nie brało udziału